# Drei Abhandlungen zur Sexualtheorie
Drei Abhandlungen zur Sexualtheorie (en català, 'Tres assaigs sobre la teoria de la sexualitat', tot i que el llibre mai ha estat traduït) és una obra escrita originalment en alemany el 1905 per Sigmund Freud, fundador de la psicoanàlisi, en la qual l'autor avança en la seva teoria de la sexualitat humana i, particularment, la seva relació amb la infantesa. El llibre cobreix tres àrees principals: les perversions sexuals, la sexualitat a la infantesa, i la pubertat.